# 汪蘇瀧
汪蘇瀧（英語：Silence Wang；1989年9月17日—），满族，中國創作男歌手，生於辽宁省沈阳市。出生於藝術世家，自幼對音樂產生了濃厚的興趣，初中時開始接觸學習古典音樂。畢業於瀋陽音樂學院作曲系。在大學時期化名「Silence」，將自己的作品發表於各大音樂網站，並獲得多個音樂排行榜首位，從而被唱片公司發掘，簽約成為職業歌手。
2010年，發行首張專輯《慢慢懂》。2014年，與美妙音樂解約，另成立大象無形音樂。2016年4月，出版個人首部隨筆集《這個世界讓我有一點不懂》。2016年9月，於北京奧體中心体育馆舉辦個人首次演唱會—「登陸星球」演唱会。2022年，以專輯製作人身分，發行個人首張概念創作集《聯名》。

## 演藝經歷

### 2010年 首張專輯《弗斯特》
2010年 5月發行首張原創數位專輯《弗斯特》。8月23日，他推出單曲〈專屬味道〉，收錄於《七夕情人節EP》。11月19日，汪蘇瀧的首張個人專輯《慢慢懂》正式發行，並在瀋陽音樂學院舉行了專輯發布會。

### 2011年 〈不分手的戀愛〉、〈巴赫舊約〉
2011年 汪蘇瀧接連發佈了多首單曲，如〈苦笑〉、〈不分手的戀愛〉、〈巴赫舊約〉、〈三國殺〉等，其中〈不分手的戀愛〉和〈三國殺〉分別在各大音樂平台上取得了優異的成績，獲得QQ音樂歌手總榜第一，並登上百度MP3歌手top200排名前列。同年12月26日，他與徐良合作的單曲〈後會無期〉正式發行。

### 2012年 第二張個人專輯《萬有引力》
2012年 3月，汪蘇瀧正式簽約美妙音樂，並於7月16日發行了他的第二張個人專輯《萬有引力》 ，專輯中〈萬有引力〉、〈風度〉、〈桃花扇〉成為各大音樂平台熱門歌曲，與BY2合作的歌曲〈有點甜〉也獲得了廣泛的關注。 11月，汪蘇瀧與BY2合作舉辦了武漢和廣州演唱會，同年12月31日，首次登上央視跨年晚會的舞台，與徐良合唱〈後會無期〉。

### 2013年
2013年 1月13日，1月25日，憑專輯〈萬有引力》「音樂先鋒榜」獲最佳創作新人。3月30日，獲得第20屆「東方風云榜」東方新人獎。

### 2014年 第3張個人專輯《传世乐章》
2014年 4月16日，因版權爭議和經紀公司美妙音樂解約，並與徐良創立「北京大象無形音樂有限公司」。6月15日，個人潮牌「SU2」成立。6月25日，第3張個人專輯—《传世乐章》全專上線。

### 2015年 〈年輪〉、第4張個人專輯《登陸計劃》
2015年 6月30日，為電視劇《花千骨》創作並演唱之插曲〈年輪〉上線。10月12日，第4張個人專輯—《登陸計劃》全專上線，獲「中国新歌榜」年度最欣賞專輯大獎，此外〈年輪〉也獲年度最欣賞十優金曲。同年12月〈年輪〉於「爱奇藝尖叫盛典」，摘得年度影視金曲大獎。

### 2016年 〈一笑傾城〉
2016年 汪蘇瀧於多個音樂獎項中獲得肯定，包括「酷狗繁星盛典」年度最佳唱作、「亞洲新歌榜」年度突破創作人等...獎項。同年4月，他出版首部隨筆集《這個世界讓我有一點不懂》。8月，為電視劇《微微一笑很傾城》創作並演唱主題曲〈一笑傾城〉，並參與同劇插曲〈下一秒〉的詞曲創作，9月，再獲「亞洲新歌榜」年度突破創作人獎項。

### 2017年 第5張專輯《萊芙》、演唱〈追光者〉
2017年 汪蘇瀧在多個音樂及綜藝領域中活躍。1月，為電視劇《射鵰英雄傳》演唱插曲〈江湖天下〉，並為劇中OST〈劍魂〉擔任詞曲創作。同年3月，他憑藉歌曲〈一笑傾城〉獲得第24屆「東方風雲榜」最佳創作歌手，並獲得年度十大金曲。4月，發行個人第5張專輯《萊芙》。此外，他參與江蘇衛視音樂節目《金曲撈》，演繹多首經典歌曲，包括〈人情世故〉、〈東京鐵塔的愛情〉與〈心亂飛〉。6月，為電視劇《夏至未至》創作並演唱插曲〈那個男孩〉。8月，為電影《破局》創作並演唱主題曲〈吃土〉，9月，他參與音樂綜藝節目《蒙面唱將猜猜猜》第二季，演唱〈追光者〉。

### 2018年 第6張個人專輯《克制兇猛》
2018年 2月，獲得「酷狗直播年度盛典」最受歡迎榜樣男歌手獎，並接連登上湖南衛視與江蘇衛視春晚演唱歌曲；3月，他獲得第25屆「東方風雲榜」最受歡迎創作歌手，專輯《萊芙》被評為年度概念專輯。4月，他為電視劇《忽而今夏》創作並演唱同名主題曲，加盟音樂互動綜藝《我想和你唱 (第三季)》。8月，他為QQ炫舞創作並演唱主題曲〈夏日風鈴〉。9月，發行第6張個人專輯《克制兇猛》。12月，他在江蘇衛視跨年演唱會上與其他歌手合唱〈明天會更好〉。

### 2019年 第7張個人專輯《過去現在時》、〈古怪〉、〈不服〉、〈耿〉
2019年 3月，他宣布加盟音樂競演節目《我是唱作人》，並在節目中演唱〈古怪〉及〈不服〉等原創作品。5月，官宣舉辦「銀河漫遊巡迴演唱會」，首站包括北京、上海與武漢。同年6月，他參演電影《最好的我們》，飾演怪胎學長，並創作及演唱該片主題曲〈耿〉。7月，加盟家庭生活觀察綜藝《做家務的男人》。8月，他為電視劇《小歡喜》演唱OST〈閃耀〉。10月，他入選福布斯中國30歲以下精英榜，並發行7張個人專輯《過去現在時》。11月，他參與美食探尋綜藝《野生廚房 (第二季)》。

### 2020年 第8張個人專輯《大娛樂家》
1月18日，登上湖南衛視春晚，與陳翔、SNH48合唱〈2020拜年歌〉。1月19日，加盟校園音樂節目—《新聲請指教》，擔任導師。1月23日，與迪麗熱巴合唱之電視劇《三生三世枕上書》片尾曲〈偏偏〉上線。3月27日，為手遊《王者榮耀》英雄亞瑟打造之主題曲〈聖殿騎士〉上線。4月9日，為電視劇《天醒之路》創作並演唱之片頭曲〈少年俠〉上線。9月11日，加盟音樂旅行綜藝—《美好的時光》。11月20日，第8張個人專輯—《大娛樂家》全專正式上線。12月25日，加盟《水晶晶南潯 水晶晶女孩》，擔任導師。

### 2021年 〈隨便〉、《五十公里桃花塢》、《青春環遊記 (第三季)》
2月14日，和澳洲女歌手Lenka合作之新曲〈Season for Love〉上線。5月13日，官宣加盟騰訊全新大型社交實境真人觀察秀—《五十公里桃花塢》。7月16日，個人演唱會—「大娛樂家巡迴演唱會 (The Great Showman Live)」官宣上海站。7月24日，EP《安可》三部曲之序曲—〈普通愛情故事〉上線。8月5日，「大娛樂家巡迴演唱會」因應防疫要求延期。8月28日，EP《安可》三部曲之二—〈隨便〉上線。9月19日，官宣加盟音樂競演綜藝—《我們的歌 (第三季)》。9月23日，加盟文化旅遊探索綜藝—《青春環遊記 (第三季)》。10月29日，大型紀錄片《紫禁城》原聲帶〈在驚濤駭浪裡〉上線。11月15日，時隔4年，汪蘇瀧重新製作並演繹原為李煒演唱、由自己作詞作曲的〈劍魂〉。11月17日，於第28屆「東方風雲榜」獲最佳創作歌手，並憑專輯《大娛樂家》獲得最受歡迎專輯獎。12月2日，為電視劇《風起洛陽》創作並演唱之插曲〈無關〉上線。12月11日，榮獲TMEA頒獎典禮年度最具影響力唱作人。12月25日，出席第十六屆中國長春電影節閉幕式，演唱曲目〈如願〉、〈最可愛的人〉、〈英雄贊歌〉。

### 2022年 第9張個人專輯《聯名》、第10張個人專輯—《21世紀羅曼史》、《五十公里桃花塢 (第二季)》〈眼淚落下之前〉
1月30日，登上山東衛視春晚，演唱〈一笑傾城〉。2月7日，汪蘇瀧重新製作並演唱於2012年以「小小蘇」匿名為回音哥所寫的歌曲—〈海綿寶寶〉正式上線。4月20日，為電視劇《且試天下》獻唱之情感主題曲〈一夢浮生〉上線。5月1日，參加央視五一特別節目，與宋祖兒合唱〈新世界〉。5月30日，與李雪琴合作之電影《暗戀橘生淮南》插曲—〈眼淚落下之前〉上線。
6月1日，二度加盟《五十公里桃花塢 (第二季)》。7月21日，由汪蘇瀧擔任製作人之首張概念創作集暨第9張個人專輯—《聯名》全曲目上線，並邀請容祖兒、薛凱琪、徐佳瑩等10組女歌手演繹各曲。9月10日，登上央視秋晚，與鳳凰傳奇玲花合唱〈望星辰〉。12月11日-16日，專輯《21世紀羅曼史》同名概念展開展。12月12日，第10張個人專輯—《21世紀羅曼史》全專正式上線。

### 2023年 《天賜的聲音 (第四季)》、《五十公里桃花塢 (第三季)》、《聲生不息·家年華》
1月21日，首度登上央視春晚，與姜育恆、蘇有朋、王錚亮合唱歌曲〈跟往事干了好幾杯〉。2月5日，登上央視元宵晚會，與大張偉合唱歌曲〈萬事Nice〉。4月24日，加盟音樂真人秀—《天賜的聲音 (第四季)》，成為常駐音樂合夥人。5月28日，三度加盟《五十公里桃花塢 (第三季)》。5月31日，官宣個人演唱會—「2023世紀派對巡迴演唱會」共12場，以7月8日北京場伊始，9月17日在上海場收官落幕。6月19日，由汪蘇瀧創作，與趙露思合唱之電視劇《偷偷藏不住》主題曲〈只想把你偷偷藏好〉上線。7月8日，於第4屆TMEA獲得年度最佳內地製作人，其歌曲〈眼淚落下之前〉則位列年度十大金曲。7月22日，睽違6年，汪蘇瀧將自己作詞作曲，原為金志文演唱之〈我想念〉重新製作並演繹。8月28日，於第30屆東方風雲榜獲最佳唱作歌手，並憑專輯《21世紀羅曼史》獲得最受歡迎專輯獎。9月17日，EP《安可》三部曲之終章—〈還是想念〉上線。11月29日，「2023世紀派對巡迴演唱會」之紀錄片—「羅曼之必要」上線。12月1日，加盟音樂真人秀—《聲生不息·家年華》。12月17日，於騰訊視頻星光大賞獲得年度最受歡迎歌手。

### 2024年 第11張個人專輯《十萬伏特》、《歌手2024》
1月7日，為《王者榮耀》首部3D動畫劇集《王者榮耀：榮耀之章碎月篇》演唱之主題推廣曲〈碎月〉。1月13日，獲得微博之夜年度品質唱作歌手。2月2日，和京東合作之歌曲〈讓愛抵達〉上線。2月8日，登上安徽衛視春晚，演唱〈我想念〉、〈閃耀〉。2月9日，二度登上央視春晚，親自操刀製作春晚定製曲〈為了美好〉，與京劇演員郭霄合唱；並和群星同唱〈難忘今宵〉。2月14日，發行歌曲〈藏星〉，歌曲同為電影《熱辣滾燙》之熱辣綻放曲；同時，由歌手希林娜依高所演唱的歌曲〈猜〉，為電影《熱辣滾燙》之熱辣心動曲；兩首皆為汪蘇瀧擔任製作人。4月23日，新專輯同名歌曲〈十萬伏特〉上線。4月26日，加盟音樂真人秀—《天賜的聲音 (第五季)》，成為音樂合夥人。5月9日，加盟湖南衛視《歌手2024》。5月14日，官宣個人演唱會—「2024十萬伏特巡迴演唱會」，包含武漢、成都、南京、鄭州，以6月23日武漢場伊始，12月8日蘇州場收官，总共11城24场演出。

### 2025年 〈像晴天像雨天〉、〈倒影裡的星星〉
汪蘇瀧在2024年(12/30~12/31)至2025年(1/1)的跨年之際，於廣州寶能國際體育演藝中心首次舉辦新年限定演唱會「大娛樂家」，匯集了他多年的經典曲目。1月27日，登上遼寧衛視春晚，演唱〈閃電〉。1月28日，三度登上央視春晚，與馬思純、吳磊、姜妍、張新成、張含韻合唱歌曲〈過年好〉。1月29日，登上北京衛視春晚，與歌手大張偉合唱〈超甜棒棒噠〉。2月12日，參加央視元宵晚會，與演員毛曉彤献唱由汪蘇瀧為晚會特别定製创作的温暖主题曲〈去見你〉。2月14日，汪蘇瀧為電視劇《難哄》作詞作曲製作並演唱的心動曲〈像晴天像雨天〉上線。2月23日，由汪蘇瀧作詞作曲製作並演唱的電視劇《愛你》主題曲〈你在我喜歡的世界〉發行。6月18日，汪蘇瀧為迪士尼·皮克斯全新動畫《地球特派員 》打造的中文主題曲暨中文版片尾曲倒影裡的星星〉。

## 音乐作品

### 錄音室專輯
- 粗体字为第一主打歌。

| #    | 專輯資料 | 曲目 | 備註                                                                    |
| ---- | --- | --- | ----------------------------------------------------------------------- |
| －   | 《弗斯特（First）》 - 發行日期：2010年5月14日 - 語言：汉语普通话 - 唱片公司：金船文化                        | 曲目 1. 城 2. 等不到你 3. 多一點時間 4. 放不下 5. 間諜 6. 剪接師 7. 簡單 8. 李清照 9. 你的要求 10. 年華 11. 生日快樂 12. 雙手 13. 為你唱首歌 14. 唯你懂我心 15. 我想了太多 16. 幸福是被你需要 17. 掩耳 18. 英雄 19. 珍貴 20. 左手右手                                                             | [ 95 ] [ 96 ]                                                           |
| 1st  | 《慢慢懂（Dreams Come True）》 - 發行日期：2010年11月19日 - 語言：汉语普通话 - 唱片公司：中國唱片深圳公司    | 曲目 1. 他的愛 2. 放不下 3. 唯你懂我心 4. 專屬味道（with 林希兒） 5. 因為了解 6. 等不到你 7. 如果你還不明白 8. 小星星 9. 埋葬冬天（with 阿悄） 10. 你讓我懂 11. 幸福是被你需要 12. 慢慢懂 | [ 97 ] [ 98 ] [ 99 ]                                                    |
| 2nd  | 《萬有引力（Gravitation）》 - 發行日期：2012年8月24日 - 語言：汉语普通话 - 唱片公司：美妙音樂                | 曲目 1. 萬有引力 2. 停止跳動 3. 那一年 4. 不過是想 5. 分手季節 6. 桃花扇 7. 風度 8. 有點甜（with By2） 9. 第一首情歌 10. 不可思議 | [ 100 ] [ 101 ] [ 102 ] [ 103 ]                                         |
| 3rd  | 《傳世樂章（ Legendary Movement）》 - 發行日期：2014年6月26日 - 語言：汉语普通话 - 唱片公司：大象音樂        | 曲目 1. Introduction （月光奏鳴曲第一樂章） 2. 傳世樂章 3. 黑眼圈 4. 得獎的是 5. 晴 6. 黑色蝴蝶 7. Development （月光奏鳴曲第三樂章） 8. 缺點 9. 吵架歌（with 荷莉） 10. 站台 11. 謎底 12. 霧都孤兒 13. Coda （月光奏鳴曲第三樂章）                                                               | [ 104 ] [ 105 ] [ 106 ] [ 107 ] [ 108 ]                                 |
| 4th  | 《登陸計劃（SU-PERFECT）》 - 發行日期：2015年10月12日 - 語言：汉语普通话 - 唱片公司：大象音樂                | 曲目 1. 奇怪 2. 銀河 3. 愛怎麼會錯 4. 蘇璞 5. 浪漫曲 6. 得不到的溫柔 7. 不用緊張 8. 茉莉 9. 地動山搖 10. 睡前故事 | [ 109 ] [ 110 ] [ 111 ]                                                 |
| 5th  | 《萊芙（LIVE）》 - 發行日期：2017年4月28日 - 語言：汉语普通话 - 唱片公司：大象音樂                           | 曲目 1. 大好時光 2. 關於你 3. 目擊者 4. 會發光的你 5. 終身伴侶 6. 歡樂頌 7. 黃昏之時 8. 悖論 9. 不夜城 10. 久病成醫 | [ 112 ] [ 113 ]                                                         |
| 6th  | 《克制兇猛（Control Monster）》 - 發行日期：2018年9月14日 - 語言：汉语普通话 - 唱片公司：大象音樂            | 曲目 1. 黎明降臨之前（The Fire Rises） 2. 第十二夜（Like A Butterfly） 3. 盜火（Prometheus） 4. 曠夢（Sisyphus） 5. 墜入（Dive in） 6. 全世界陪我失眠（Lonely Space） 7. 我的星球（Blue Planet） 8. 虛擬戀愛指南（The User Guide of Robot） 9. 島（Lost Island） 10. 烈火賽道（Race To The Fire） | [ 114 ] [ 115 ]                                                         |
| 7th  | 《過去現在時（Recall）》 - 發行日期：2019年10月28日 - 語言：汉语普通话 - 唱片公司：製作家                    | 曲目 1. 致曾來過的你 2. Better Me 3. 眼淚 4. 尚好的青春 5. 我最親愛的 6. 原來我們都是愛著的 7. 藍色雨 8. 朋友 | [ 116 ] [ 117 ] [ 118 ] [ 119 ] [ 120 ]                                 |
| 8th  | 《大娛樂家（The Greatest Showman）》 - 發行日期：2020年11月20日 - 語言：汉语普通话 - 唱片公司：大象音樂      | 曲目 1. 大娛樂家 2. 講個笑話（with 謝可寅） 3. 娛樂世代 4. 小段 5. 末班飛行 6. 伊甸園 7. 格林兄弟的詛咒（with aZi、Smelly D） 8. 每月5號 9. 祝我快樂 10. 侏羅紀 | [ 121 ] [ 122 ] [ 123 ] [ 124 ] [ 125 ] [ 126 ] [ 127 ] [ 128 ] [ 129 ] |
| 9th  | 《聯名（Crossover）》 - 發行日期：2022年9月15日 - 語言：汉语普通话 - 唱片公司：大象音樂                      | 曲目 1. 就讓這大雨全部落下（容祖兒） 2. 鯨魚電台（房東的貓） 3. 飛鳥（劉逸雲） 4. 海底一公里（陳婧霏） 5. 月亮，月亮（楊乃文） 6. 無效陪伴（孟慧圓） 7. 不甜情歌（阿肆） 8. 星期一先打開星座運勢（歐陽娜娜） 9. 雨你（薛凱琪） 10. 行走的魚（徐佳瑩）                                             | [ 130 ] [ 131 ] [ 132 ] [ 133 ] [ 134 ] [ 135 ] [ 136 ] [ 137 ]         |
| 10th | 《21世紀羅曼史（21st Century Romance）》 - 發行日期：2022年10月28日 - 語言：汉语普通话 - 唱片公司：大象音樂  | 曲目 1. 大裂 2. 告別前要跳舞 3. 戀愛動物 4. 為什麽難過一直在重播 5. 講話是閉嘴的時候 6. 軟體人生 7. 全城熱戀 8. 我沒有更多時間 9. 一起過夏天 10. 大我年代 | [ 138 ] [ 139 ]                                                         |
| 11th | 《十萬伏特（One Hundred Thousand Volts）》 - 發行日期：2024年12月8日 - 語言：汉语普通话 - 唱片公司：大象音樂 | 曲目 1. 十萬伏特 2. 想到我們 3. 放‧逐 4. 騰空 5. 黑梦 6. 流浪是合理的需求 7. 梆梆 8. 敏感戰爭 9. 閃電 10. 短路一刻火花四散 11. 就不要談論什麼宇宙 | [ 140 ] [ 141 ] [ 142 ]                                                 |

### EP
| #   | 專輯資料                                                                    | 曲目                                                                             | 備註                                    |
| --- | --------------------------------------------------------------------------- | -------------------------------------------------------------------------------- | --------------------------------------- |
| 1st | 《好安靜》 - 發行日期：2011年9月9日 - 語言：汉语普通话 - 唱片公司：伯樂愛樂 | 曲目 1. 好安靜 2. 我也不知道 3. 累不累 4. 不分手的戀愛 5. 苦笑 6. 三國殺 7. 某人 | [ 143 ]                                 |
| 2nd | 《安可》 - 發行日期：2020年10月20日 - 語言：汉语普通话 - 唱片公司：大象音樂 | 曲目 1. 普通愛情故事 2. 隨便 3. 還是想念                                         | [ 144 ] [ 145 ] [ 146 ] [ 147 ] [ 148 ] |

## 媒體作品

### 戲劇
| 年份   | 播放日期 | 名稱          | 播放頻道/平台 | 備註         |
| ------ | -------- | ------------- | ------------- | ------------ |
| 2017年 | 12月6日  | 端腦 (網絡劇) | 搜狐視頻      | 飾演「周辰」 |

### 電影
| 年份   | 播放日期 | 名稱       | 播放頻道/平台    | 備註             |
| ------ | -------- | ---------- | ---------------- | ---------------- |
| 2019年 | 6月6日   | 最好的我們 | 中國影院/Netflix | 飾演「怪胎學長」 |

### 音樂微電影
| 年份   | 播放日期 | 名稱       | 導演 | 合作演員 | 備註    |
| ------ | -------- | ---------- | ---- | -------- | ------- |
| 2012年 | 9月24日  | 第一首情歌 | 金卓 | 葉安婷   | [ 152 ] |

### 常駐綜藝
| 年份   | 播放日期                 | 名稱                    | 播放頻道/平台    | 備註 |
| ------ | ------------------------ | ----------------------- | ---------------- | --- |
| 2018年 | 4月28日                  | 我想和你唱 (第三季)     | 湖南衛視         | 擔任鑑客團常駐嘉賓 |
| 2019年 | 4月12日-5月10日、6月21日 | 我是唱作人 (第一季)     | 愛奇藝           | 原創演唱曲目 1. 種子 2. 古怪 3. 不服 4. 但是我愛你 5. 對話 6. 星星墜落時 |
| 2019年 | 8月2日-10月18日          | 做家務的男人            | 愛奇藝           | [ 155 ] |
| 2019年 | 11月17日-2月2日          | 野生廚房 (第二季)       | 芒果TV           | [ 156 ] |
| 2020年 | 1月19日-4月19日          | 新聲請指教              | 浙江衛視         | 擔任導師，合作曲目《曠夢》 |
| 2020年 | 9月12日-12月5日          | 美好的時光              | 浙江衛視         | [ 159 ] |
| 2020年 | 9月24日-12月24日         | 小巨人運動會            | 芒果TV           | [ 160 ] |
| 2021年 | 1月1日-2月12日           | 水晶晶南潯 水晶晶女孩   | 西瓜視頻         | 擔任導師 |
| 2021年 | 3月24日-5月26日          | 我的小尾巴 (第一季)     | 愛奇藝           | 擔任成長見證官 |
| 2021年 | 5月22日-7月23日          | 五十公里桃花塢 (第一季) | 騰訊視頻         | [ 163 ] |
| 2021年 | 9月19日-12月5日          | 我們的歌 (第三季)       | 東方衛視         | B組新聲歌手 演唱曲目 1. 情歌 2. 螞蟻螞蟻 (和大張偉) 3. 那麼愛你 (和大張偉、呂方、翟瀟聞、周筆暢、單依純、劉宇寧、孟慧圓) 4. 夢醒時分 (和大張偉) 5. 讓我墜入愛的漩渦 (和大張偉) 6. 那一年 (和大張偉) 7. 我悄悄蒙上你的眼睛 (和大張偉) 8. 滿懷可愛所向披靡！ (和大張偉、呂方、翟瀟聞) 9. 耶利亞女郎 (和大張偉、呂方、翟瀟聞) 10. 給所有知道我名字的人 (和大張偉、呂方、翟瀟聞) 11. 我們都有一個家 (和大張偉) 12. 劍魂 (和大張偉) 13. 我愛洗澡 (和大張偉) 14. 大娛樂家的深情就是個笑話 (和大張偉) |
| 2021年 | 11月6日-1月28日          | 青春環遊記 (第三季)     | 浙江衛視         | [ 165 ] |
| 2021年 | 11月6日-1月28日          | 我的小尾巴 (第二季)     | 愛奇藝           | 擔任成長見證官 |
| 2021年 | 12月25日-3月12日         | 集合！開心果            | 東方衛視         | [ 167 ] |
| 2022年 | 6月12日-8月22日          | 五十公里桃花塢 (第二季) | 騰訊視頻         | [ 168 ] |
| 2022年 | 8月4日-11月5日           | 聲聲如夏花              | 快手             | [ 169 ] |
| 2022年 | 8月16日-10月26日         | 心動的信號 (第五季)     | 騰訊視頻         | [ 170 ] |
| 2023年 | 4月28日-7月14日          | 天賜的聲音 (第四季)     | 浙江衛視         | 擔任音樂合夥人 演唱曲目 1. 就讓這大雨全都落下 (和容祖兒)⭑ 2. 親愛的那不是愛情 (和張碧晨)⭑ 3. 愛江山更愛美人 (和GAI)⭑ 4. Letting Go (和吉克隽逸)⭑ 5. 別問很可怕 (和胡彥斌)⭑ 6. 蔓延 (和薛凱琪)⭑ 7. 金風玉露 (和張靚穎) 8. 哎呀 (和鄭秀妍)⭑ 9. 今夜留給今夜吧 (和希林娜依·高)⭑ 10. 我想念 (和王赫野)⭑ 11. 雨愛 (和吉克隽逸)⭑ 12. 半句再見 (和戴佩妮)⭑ ⭑擔任該曲音樂製作人 |
| 2023年 | 5月28日-8月6日           | 五十公里桃花塢 (第三季) | 騰訊視頻         | [ 172 ] |
| 2023年 | 12月2日-2月18日          | 聲生不息·家年華         | 湖南衛視、芒果TV | 演唱曲目 1. 我的眼裡只有你⭑ 2. 快樂指南 (和王心凌、宋亞軒) 3. 愛丫愛丫⭑ 4. 老人與海 (和王心凌)⭑ 5. 我們的明天 (和古巨基)⭑ 6. 愛的供養 (和周深)⭑ 7. No Fear In My Heart (和孫楠) 8. 拯救 (和陳楚生) 9. 行走的魚⭑ 10. 青春 (和古巨基、宋亞軒) 11. 一生守候⭑ (和黃綺珊) 12. 驍 (和譚維維) 13. 發財發福中國年 (和宋亞軒) 14. 龍的傳人 (和孫楠、宋亞軒、王靖雯) 15. 相親相愛 (和孫楠、宋亞軒、王靖雯) 16. 我想念⭑ 17. 如果愛忘了⭑ (和單依純) 18. 晚安 19. 藏星⭑ ⭑擔任該曲音樂製作人                 |
| 2024年 | 4月26日-5月17日          | 天賜的聲音 (第五季)     | 浙江衛視         | 擔任音樂合夥人 演唱曲目 1. 如果可以 (和徐佳瑩)⭑ 2. 命運 (和張碧晨) 3. 怎麼了 (和文文) 4. 此生不換 (和吉克隽逸) ⭑擔任該曲音樂製作人 |
| 2024年 | 5月10日-7月26日          | 歌手2024                | 湖南衛視、芒果TV | 演唱曲目 1. 想到我們⭑ 2. 血肉⭑ 3. 蚂蚁筑起高塔⭑ 4. 雨天雨天⭑ 5. 你在，不在⭑ 6. 奢香夫人⭑ 7. 傻瓜⭑ 8. 聽見下雨的聲音⭑ 9. 小小蟲⭑ 10. 氧氣⭑ 11. 放•逐⭑ 12. 流沙⭑ ⭑擔任該曲音樂製作人 |
| 2024年 | 5月25日-7月28日          | 五十公里桃花塢 (第四季) | 騰訊視頻         | [ 176 ] |
| 2024年 | 10月11日-12月27日        | 有歌2024                | 浙江衛視         | 擔任尋歌官 演唱曲目 1. 先說謊的人 (和h3r3劉清雲)⭑ 2. 如果你知我心 (和漢堡黃)⭑ 3. 紅繡花 (和門尼) 4. 炊煙 (和隊長、陳志Dobi)⭑ 5. 十里亭(和黃建威)⭑ 6. 關於你的我(和劉顏嘉) 7. 你的(和賀仙人)⭑ 8. 哀人 (i)(和門尼) 9. 又是雨天(和徐子未) 10. 無效陪伴(和孟慧圓) 11. 很慢(和劉鳳瑤) 12. 短路一刻火花四散⭑ ⭑擔任該曲音樂製作人 |
| 2024年 | 11月21日-1月25日         | 團建不能停              | 騰訊視頻         | [ 178 ] [ 179 ] |

### 音樂錄影帶
| 曲目               | 發行日期       | 原唱                 | 備注                                                                       |
| ------------------ | -------------- | -------------------- | -------------------------------------------------------------------------- |
| 不分手的戀愛       | 2011年2月28日  | 汪蘇瀧               |                                                                            |
| 後會無期           | 2011年12月26日 | 汪蘇瀧、徐良         | 收錄在徐良2011年發行的專輯《不良少年》中                                   |
| 有點甜             | 2012年7月16日  | 汪蘇瀧、BY2          |                                                                            |
| 萬有引力           | 2012年7月12日  | 汪蘇瀧               |                                                                            |
| 第一首情歌         | 2012年6月27日  | 汪蘇瀧               |                                                                            |
| 風度               | 2012年3月31日  | 汪蘇瀧               |                                                                            |
| 不要睡懶覺         | 2013年3月23日  | 汪蘇瀧               |                                                                            |
| 傳世樂章           | 2014年         | 汪蘇瀧               |                                                                            |
| 霧都孤兒           | 2014年6月25日  | 汪蘇瀧               |                                                                            |
| 吵架歌             | 2014年6月17日  | 汪蘇瀧、Hari         |                                                                            |
| 黑眼圈             | 2014年6月25日  | 汪蘇瀧               |                                                                            |
| 晴                 | 2014年         | 汪蘇瀧               |                                                                            |
| 銀河               | 2015年10月12日 | 汪蘇瀧               |                                                                            |
| 睡前故事           | 2015年9月8日   | 汪蘇瀧               |                                                                            |
| 地動山搖           | 2015年9月8日   | 汪蘇瀧               |                                                                            |
| 大好時光           | 2017年4月28日  | 汪蘇瀧               |                                                                            |
| 關於你             | 2017年4月28日  | 汪蘇瀧               |                                                                            |
| 選我選我           | 2018年1月16日  | 汪蘇瀧、朱元冰       |                                                                            |
| 搖滾唐人街         | 2018年2月28日  | 汪蘇瀧               | 電影《唐人街探案2》推廣曲                                                  |
| 忽而今夏           | 2018年5月11日  | 汪蘇瀧               | 收錄於專輯《忽而今夏 電視劇珍愛原聲大碟》中，是電視劇忽而今夏的同名主題曲  |
| 夏日風鈴           | 2018年8月13日  | 汪蘇瀧               |                                                                            |
| 盜火               | 2018年8月24日  | 汪蘇瀧               |                                                                            |
| 曠夢               | 2018年9月14日  | 汪蘇瀧               |                                                                            |
| 黎明降臨之前       | 2018年9月14日  | 汪蘇瀧               |                                                                            |
| 第十二夜           | 2018年9月14日  | 汪蘇瀧               |                                                                            |
| 墜入               | 2018年9月14日  | 汪蘇瀧               |                                                                            |
| 星星墜落時         | 2019年11月19日 | 汪蘇瀧               | 該曲於2019年6月21日在我是唱作人第11期首唱，正式版本於2019年11月19日發行    |
| 大娛樂家           | 2020年11月20日 | 汪蘇瀧               |                                                                            |
| 娛樂世代           | 2020年8月20日  | 汪蘇瀧               |                                                                            |
| 伊甸園             | 2020年11月     | 汪蘇瀧               |                                                                            |
| 末班飛行           | 2020年9月15日  | 汪蘇瀧               |                                                                            |
| Season for love    | 2021年2月14日  | 汪蘇瀧、Lenka Kripac |                                                                            |
| 全城熱戀（單戀版） | 2022年10月28日 | 汪蘇瀧               |                                                                            |
| 醉拳               | 2023年7月6日   | 汪蘇瀧               | 手遊《夢幻新誅仙》兩週年主題曲                                             |
| 碎月               | 2024年1月7日   | 汪蘇瀧               | 手遊《王者榮耀》英雄李白之衍生3D動畫《王者榮耀：榮耀之章碎月篇》主題推廣曲 |
| 十萬伏特           | 2024年4月25日  | 汪蘇瀧               |                                                                            |

## 書籍作品
| 出版年份 | 書籍名稱               | 類別       | 出版社               | ISBN               |
| -------- | ---------------------- | ---------- | -------------------- | ------------------ |
| 2016年   | 這個世界讓我有一點不懂 | 生活、隨筆 | 北京聯合出版有限公司 | ISBN 9787550272170 |

## 演唱會

### 巡迴演唱會
- 2017：「萊芙TOUR」巡回演唱會（3場）
- 2019：「銀河漫游」巡迴演唱會（3場）
- 2023：「世紀派對」巡迴演唱會（12場）
- 2024：「十萬伏特」巡迴演唱會（24場）
- 2025：「十萬伏特2.0」巡迴演唱會（進行中）

### 一般演唱會
- 2014：「音樂夢想家」演唱會
- 2014：「傳世樂章」首唱會
- 2015：「地動山搖」音樂會
- 2016：「登陸星球」演唱會
- 2018：「克制兇猛」首唱會
- 2024：「大娛樂家」新年限定演唱會

## 外部連結
- 汪蘇瀧新浪微博 （页面存档备份，存于）
- 汪蘇瀧Studio （页面存档备份，存于）
- 大象音樂 （页面存档备份，存于）